# Šlomo Rozen
Šlomo Rozen nebo Šlomo Rosen (hebrejsky: שלמה רוזן‎, žil 21. června 1905 Moravská Ostrava– 7. prosince 1985) byl izraelský politik, poslanec Knesetu za strany Mapam a Ma'arach a ministr izraelských vlád.

## Biografie
Narodil se v Moravské Ostravě v Rakousku-Uhersku (dnešní Česko) a aliju do britské mandátní Palestiny podnikl roku 1926. O rok později vstoupil do kibucu Sarid a doprovázel do Palestiny československého prezidenta Tomáše Garrigua Masaryka při jeho historické návštěvě. V letech 1933 až 1935 žil v Československu, kde v působil v Ostravě jako emisar sionistické organizace ha-Šomer ha-Ca'ir. Po návratu do mandátní Palestiny pracoval v kibucovém hnutí Kibuc Arci, kde později zastával post tajemníka.
V roce 1965 byl zvolen poslancem Knesetu za stranu Mapam. Svůj poslanecký mandát obhájil i ve volbách v roce 1969, v nichž již kandidoval za uskupení Ma'arach, jehož se stala Mapam součástí. Po volbách se stal místopředsedou Knesetu a v listopadu 1972 byl jmenován náměstkem ministra absorpce imigrantů. Přestože ve volbách v roce 1973 svůj poslanecký mandát neobhájil, byl jmenován ministrem absorpce imigrantů v nové vládě Goldy Meirové. Tento post si udržel i poté, co Meirovou vystřídal v čele vlády Jicchak Rabin a nadto byl v lednu 1977 jmenován ministrem bydlení. O obě ministerské funkce přišel v červnu téhož roku, když v parlamentních volbách zvítězila opoziční pravicové strana Cherut.